# Яр Осози
Яр Осози — річка в Україні, у Волноваському й Великоновосілківському районах Донецької області. Права притока Мокрих Ялів (басейн Дніпра).

## Опис
Довжина річки 20 км, похил річки — 2,2 м/км. Площа басейну 178 км². На деяких ділянках річка пересохла.

## Розташування
Бере початок у селі Кропивницьке. Спочатку тече на північний, потім на південний захід через Малий Керменчик і впадає в річку Мокрі Яли, ліву притоку Вовчої.